# Lest We Forget
Lest We Forget je kompilace americké hudební skupiny Marilyn Manson. Vyšla 28. září 2004 a tvoří ji 17 nejúspěšnějších dosavadních hitů této skupiny. Mezi nimi i coververze hitu „Personal Jesus“ od Depeche Mode.

## Seznam skladeb
1. „The Love Song“ (Holy Wood (In the Shadow of the Valley of Death)) – 3:05
2. „Personal Jesus“ (coververze Depeche Mode) – 4:06
3. „mOBSCENE“ (The Golden Age of Grotesque) – 3:26
4. „The Fight Song“ (Holy Wood (In the Shadow of the Valley of Death)) – 2:57
5. „Tainted Love“ (coververze Gloria Jones, The Golden Age of Grotesque) – 3:20
6. „The Dope Show“ (Mechanical Animals) – 3:40
7. „This Is the New Shit“ (The Golden Age of Grotesque) – 4:20
8. „Disposable Teens“ (Holy Wood (In the Shadow of the Valley of Death)) – 3:04
9. „Sweet Dreams (Are Made of This)“ (coververze Eurythmics, Smells Like Children) - 4:51
10. „Lunchbox“ (Portrait of an American Family) – 4:35
11. „Tourniquet“ (Antichrist Superstar) – 4:44
12. „Rock Is Dead“ (Mechanical Animals) – 3:09
13. „Get Your Gunn“ (The Last Tour On Earth) – 3:18
14. „The Nobodies“ (Holy Wood (In the Shadow of the Valley of Death)) – 3:35
15. „Long Hard Road out of Hell“ – 4:21
16. „The Beautiful People“ (Antichrist Superstar) – 3:42
17. „The Reflecting God“ (The Last Tour On Earth) – 5:36

### Bonusové skladby
- „(s)AINT“ – 3:45
- „Irresponsible Hate Anthem“ – 4:17
- „Coma White“ – 5:40

## DVD obsahuje
1. Personal Jesus (Video)
2. (s)AINT (Video)
3. mOBSCENE (Video)
4. This Is The New Shit (Video)
5. Disposable Teens (Video)
6. The Fight Song (Video)
7. The Nobodies (Video)
8. Autopsy (Video)
9. The Dope Show (Video)
10. Don't Like The Drugs (Video)
11. Rock Is Dead (Video)
12. Coma White (Video)
13. Long Hard Road Out Of Hell (Video)
14. Beautiful People (Video)
15. Tourniquet (Video)
16. Man That You Fear (Video)
17. Cryptorchid (Video)
18. Sweet Dreams (Are Made Of These) (Video)
19. Dopehat (Video)
20. Lunchbox (Video)
21. Get Your Gunn (Video)